# Kettenreaktion
Eine Kettenreaktion ist eine physikalische oder chemische Umwandlung (Reaktion), die aus gleichartigen, einander bedingenden Reaktionen besteht. Dabei ist ein Produkt einer Einzelreaktion Ausgangsprodukt (Reaktant, Edukt) für eine Folgereaktion. Die Reaktionskette kann linear oder verzweigt sein.
Typisch für verzweigte Reaktionsketten ist ein exponentielles Zeitgesetz. Die Reaktionsrate (Anzahl der Einzelreaktionen pro Zeitintervall) kann zeitlich zu- oder abnehmen oder auch konstant sein  (Beispiele siehe unten). „Kettenreaktion“ bedeutet also – entgegen einem häufigen Missverständnis – keineswegs, dass der Vorgang sich ständig beschleunigen oder ausbreiten und zu einer Katastrophe führen muss. Auch ist nicht jeder lawinenartig anwachsende Prozess eine Kettenreaktion, insbesondere thermonukleare Explosionen nicht.
Der Begriff Kettenreaktion wird in der Umgangssprache im gleichen Sinne gebraucht, siehe Dominoeffekt oder Kettenbrief. 

## Chemische Kettenreaktionen
Kettenreaktionen müssen nicht aus einem einzigen Typ von Teilreaktion bestehen. Es kann etwa eine Reaktion, die alleine zu lediglich linearen Reaktionsketten führen würde, kombiniert sein mit einer anderen Reaktion, die zu Kettenverzweigungen führt. Wichtig sind chemische Kettenreaktionen z. B. bei der Polymerisation oder der radikalischen Substitution. Bei der Polymerase-Kettenreaktion (PCR) laufen durch Temperaturwechsel getaktet Verzweigungsreaktionen ab, bei der sich der Umsatz in jedem Schritt verdoppelt. Eine bekannte Anwendung der PCR ist die Bestimmung des Genetischen Fingerabdrucks.
Vorgänge mit Energie-, aber nicht Produktweitergabe, in Reinform etwa bei der Detonation, werden nicht Kettenreaktion genannt. Oft sind die Übergänge aber fließend. So starten viele Verbrennungsvorgänge mit überwiegend linearen Reaktionsketten, siehe Chlorknallgas, erreichen aber mehr oder weniger schnell (Zündverzug) durch Energiefreisetzung eine Temperatur, bei der thermische Dissoziationsreaktionen über möglicherweise parallel ablaufende Kettenverzweigungen dominieren. Das ist bei einer brennenden Flamme der übliche Zustand. Die Reaktionsrate kann durch Zufuhr der Reaktionsmaterialien gesteuert werden.

## Physikalische Kettenreaktionen

### Neutroneninduzierte Kernspaltung

Kernspaltungs-Kettenreaktion mit zunehmender Reaktionsrate

Die durch Absorption eines freien Neutrons ausgelöste Spaltung eines geeigneten Atomkerns setzt ihrerseits wieder einige Neutronen frei (im Mittel zwischen zwei und drei Neutronen, je nach gespaltenem Nuklid und Energie des auslösenden Neutrons). Diese können weitere Kerne spalten, wobei wieder neue Neutronen frei werden usw. 
Diese Kettenreaktion wird im Normalbetrieb eines Kernreaktors so gesteuert, dass die Reaktionsrate konstant bleibt (Kritikalität), d. h., dass im Mittel genau eines der neuen Neutronen wieder eine Spaltung auslöst. Zum Erhöhen der Leistung wird die Reaktionsrate gesteigert, zum Verringern reduziert. Änderungen der Reaktionsrate lassen sich durch den Multiplikationsfaktor k ausdrücken; je 1 freies Neutron hat als Nachfolger in der nächsten Generation durchschnittlich k freie Neutronen. Bei konstanter Reaktionsrate – und damit konstanter Reaktorleistung – ist k = 1,00.  
Die Steuerung im Reaktor erfolgt meist durch Entfernen von Neutronen aus der Reaktion mittels geeigneter nicht spaltbarer Stoffe (Neutronenabsorber). Zum Beispiel wird in Druckwasserreaktoren für langsame und dauerhafte Änderungen die im Kühlwasser gelöste Menge einer Borverbindung geändert; zu kurzfristigen Korrekturen und zur Abschaltung dienen die Steuerstäbe. 
Eine Kernwaffe wird dagegen auf möglichst schnellen und hohen Anstieg der Reaktionsrate hin konstruiert. Neutronenabsorber außer dem Spaltstoff selbst werden hier bei der Konstruktion vermieden.
Das Bild zeigt schematisch eine Spaltungs-Kettenreaktion mit schnell zunehmender Reaktionsrate, hier: Verdoppelung in jeder Generation. (Die Richtung von links nach rechts stellt nur den zeitlichen, nicht den räumlichen Ablauf dar. In Wirklichkeit bewegen sich die freigesetzten Neutronen in einem Spaltmaterial enthaltenden Raum in alle Raumrichtungen.)

### Andere Kernreaktionstypen mit Neutronenweitergabe
Schon vor der Entdeckung der Kernspaltung hat Leó Szilárd über die Möglichkeit nachgedacht, dass andere Typen von Kernreaktionen, die durch Neutronen ausgelöst werden und selbst wieder Neutronen freisetzen, als Kettenreaktionen verlaufen könnten. Dies ist aber nicht der Fall. Um eine Multiplikation k = 1 oder höher erreichen zu können, muss die Reaktion mehr Neutronen freisetzen als verbrauchen; um sich  ohne Energiezufuhr fortzupflanzen, muss sie exotherm sein. Die Kernspaltung ist, wie man heute weiß, die einzige Reaktion, die beide Bedingungen erfüllt. Alle (n,2n)-, (n,3n)-, (n,x2n)- und ähnlichen Reaktionen (x bezeichnet ein oder mehrere beliebige Teilchen) sind endotherm.

### Kernfusion
Manche Fusionsreaktionen bilden Reaktionsketten im Sinne von Folgereaktionen innerhalb eines Reaktionsmechanismus, so die verschiedenen Reaktionen der Proton-Proton-Kette, die in Sternen zur Bildung von Helium führt. Dies ist aber keine Kettenreaktion, denn die Reaktionsschritte sind nicht gleichartig.

### Ladungsträgervervielfachung durch Stoßprozesse
Kettenreaktionen treten auch in der selbständigen Gasentladung und als Lawinendurchbruch in Halbleiterdioden auf. Dabei erzeugt ein im elektrischen Feld beschleunigter Ladungsträger bei Stößen weitere Ladungsträgerpaare.

### Veranschaulichung
Eine Kettenreaktion mit zunächst ansteigender Reaktionsrate kann mit Mausefallen veranschaulicht werden: die gespannte Falle trägt auf dem Schlagbügel einen Ball, der durch den Auslösemechanismus stark beschleunigt wird. Beim Auftreffen auf eine oder mehrere weitere Mausefallen löst er diese aus, so dass weitere Bälle ins Spiel kommen.